# Козак-2
«Козак-2» (укр. «Козак-2») — семейство украинских боевых бронированных машин производства НПО «Практика».

## История
Бронемашина была разработана на шасси грузовика Iveco Eurocargo 150 E28 при содействии компании IVECO. Первый демонстрационный образец бронемашины был впервые представлен 30 ноября 2014 на полигоне учебного центра Национальной гвардии под селом Новые Петровцы в Киевской области.
В декабре 2014 стоимость производства одного «Kozak-2014» составляла 250—280 тыс. долларов США (в августе 2015 года — 300 тыс. долларов США).
7 марта 2015 года стало известно, что начата подготовка к серийному производству бронемашин «Kozak-2».
14 марта 2015 две бронемашины «Kozak-2» (вооружённых установленным на крыше 12,7-мм пулемётом НСВТ) вновь представили на полигоне учебного центра НГУ под селом Новые Петровцы. Сообщается, что противоминная защита днища машины усилена за счёт установки противоосколочного покрытия из прессованного кевлара.
11 мая 2015 на полигоне 169-го учебного центра «Десна» был представлен образец бронемашины «Kozak-2», вооружённый ПТРК.
В июне 2015 года один «Kozak-2» был дооборудован: он получил крепления для установки на борта решётчатых противокумулятивных экранов и был направлен на полигонные испытания.
6 ноября 2015 года министерство обороны Украины сообщило, что в ходе эксплуатации бронемашины «Казак-2» в войсках в их конструкцию вносят улучшения (укреплены запорные устройства на дверях и крышках люков, облегчён доступ к колёсным дискам и системе подкачки колёс, изменены крепления для размещения личного оружия и др.).
17 февраля 2016 года одна бронемашина была направлена на практические испытания по противоминной стойкости, проведённые в соответствии с методикой Центрального НИИ МВД Украины на полигоне учебного центра Национальной гвардии Украины. В ходе испытаний под дном и под передним колесом машины были взорваны заряды массой 6 кг тротила, также был произведён обстрел бронемашины из 5,45-мм автомата Калашникова, 7,62-мм снайперской винтовки СВД и пулемёта ПКМ. Сообщается, что бронемашина получила повреждения, но успешно прошла испытания и подтвердила заявленные показатели противоминной стойкости.
3 ноября 2016 года приказом министерства обороны Украины № 588 бронемашины «Казак-2» были официально допущены к эксплуатации в вооружённых силах Украины. Также, в 2016 году бронемашина была включена в каталог продукции государственного концерна «Укроборонпром» в качестве образца бронетехники, которая может быть изготовлена и поставлена на экспорт.
В январе 2019 года стоимость одной бронемашины "Козак-2" составляла 8,4 млн. гривен, однако в декабре 2019 года министерство обороны Украины подписало контракт на закупку 50 бронемашин по цене 9,4 млн гривен за единицу. В связи с этим в средствах массовой информации Украины появились высказывания о том, что цена бронемашины является завышенной. В дальнейшем НПО "Практика" было сделано разъяснение, что цена не является завышенной, так как машина на 80 % производится из комплектующих иностранного производства (стоимость которых определяется курсом доллара США).

## Конструкция
Бронемашина имеет обычную компоновку с передним расположением двигателя, отделением управления в средней части машины, в кормовой части машины расположено десантное отделение.
Корпус бронемашины сварной, изготовлен из стальных броневых листов, расположенных под углом (производства финской компании «Miilux»). Бронирование обеспечивает защиту от огня из стрелкового оружия в соответствии со стандартом STANAG 4569 Level 2.
Стекла пуленепробиваемые, с противоосколочным слоем. Лобовое стекло и передние боковые стёкла имеют электроподогрев.
Бронемашина оснащена фильтровентиляционной установкой турецкого производства и радиостанцией производства тернопольского радиозавода «Орион».
По отдельному заказу бронемашина может быть оснащена прибором спутниковой навигации (в этом варианте исполнения стоимость бронемашины увеличивается на 10-11 тыс. долларов США).
Грузоподъёмность вооружённой бронемашины составляет 4 тонны (невооружённой — 2,4 тонны). Также «Kozak-2» способен буксировать прицеп массой 6 тонн.

### Двигатель и трансмиссия
На первый демонстрационный образец бронемашины «Kozak-2» был установлен дизельный двигатель Iveco мощностью 250 л. с., однако на следующие машины устанавливается турбодизель Iveco объемом 5,9 л и мощностью 279 л. с.. Трансмиссия механическая.
Вместимость топливного бака составляет 180 литров.

### Вооружение
На бронемашину может быть установлено стрелковое вооружение, крепление для которого предусмотрено в поворотном люке на крыше:
- 7,62-мм пулемёт ПКМС с боекомплектом 2500 патронов;
- 12,7-мм крупнокалиберный пулемёт (НСВТ или КТ-12.7)[22] с боекомплектом 450 или 500 патронов;
- 30-мм автоматический гранатомёт (АГС-17 или КБА-117[23]) с боекомплектом 100 выстрелов
- 40-мм автоматический гранатомёт УАГ-40 с боекомплектом 87 выстрелов

Позднее была предусмотрена возможность установки на крышу бронемашины боевого модуля с дистанционно управляемым вооружением, оператор которого находится в салоне.

## Варианты и модификации
- ББМ «Козак-2014» - предсерийный прототип ББМ «Козак 2» представлен в 2014 году.
- ББМ «Козак 2»  - предсерийная модель бронеавтомобиля «Козак-2» представлена в 2015 году.
- ББМ «Козак 2М.1» - серийный тактический бронеавтомобиль с несущим бронекорпусом и независимой передней подвеской, представлен в 2016 году.
- ББМ «Козак 2М.2» - модификация «Козак-2М.1», внешне отличается отсутствием второй пары дверей, представлена в 2016 году.

Предусмотрена возможность выпуска нескольких различных вариантов исполнения бронемашины:
- бронетранспортёр — стандартный вариант исполнения с возможностью перевозки 10 десантников[9]
- бронированная транспортная машина — с возможностью перевозки до 15 десантников[9]
- MRAP-колесные бронемашины с усиленной противоминной защитой.

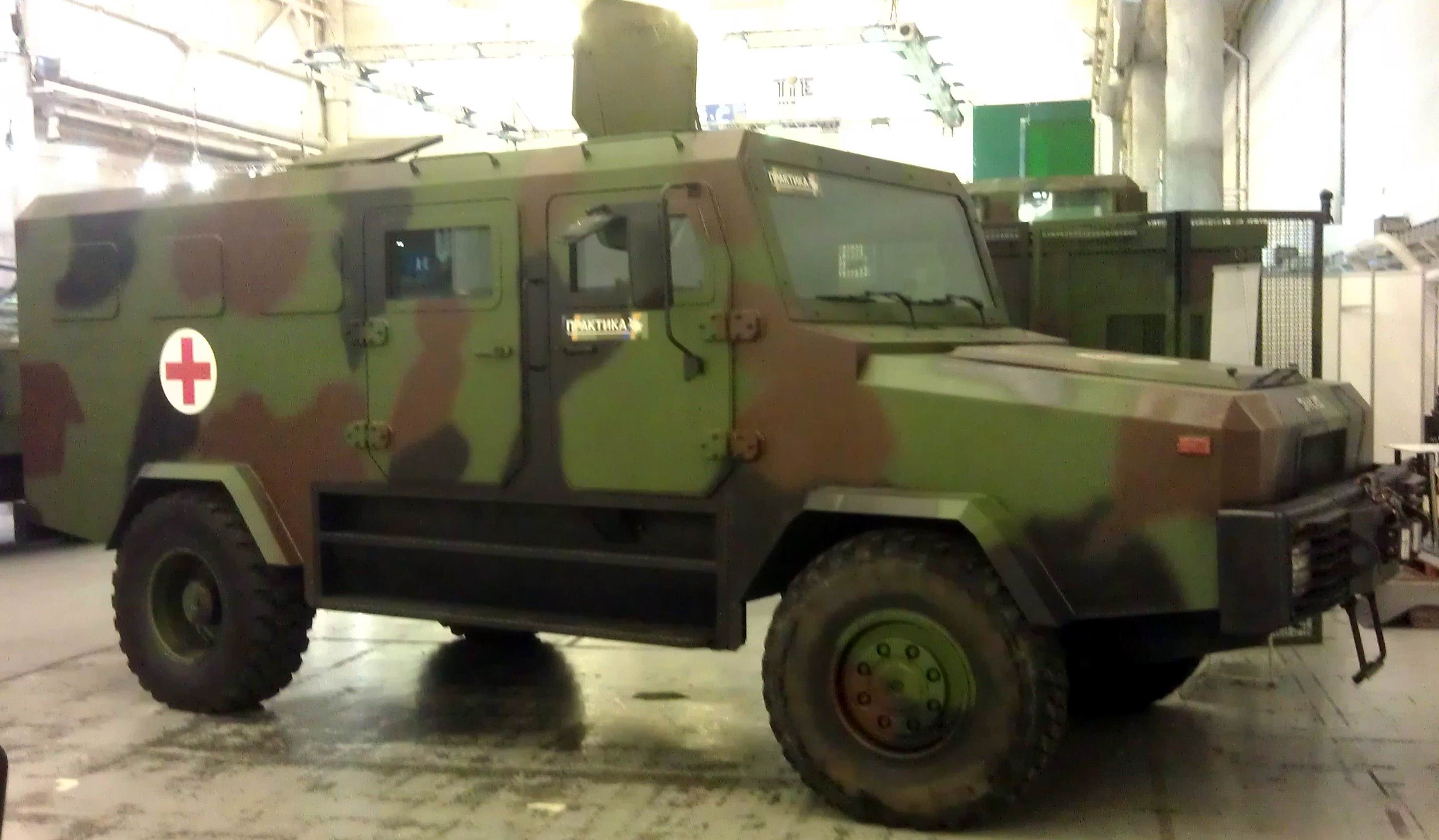
ББМ «Козак-2014»
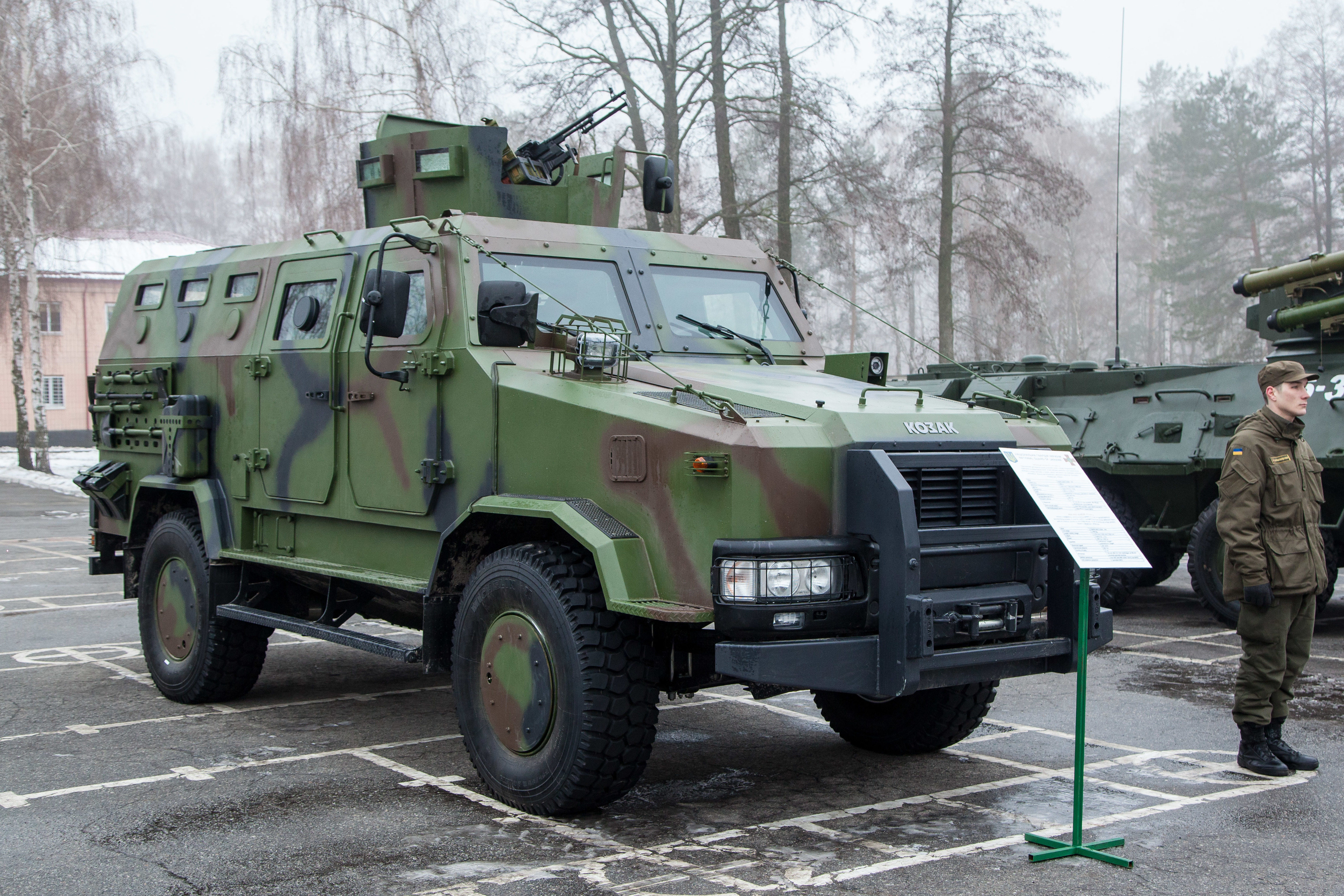
ББМ «Козак 2»
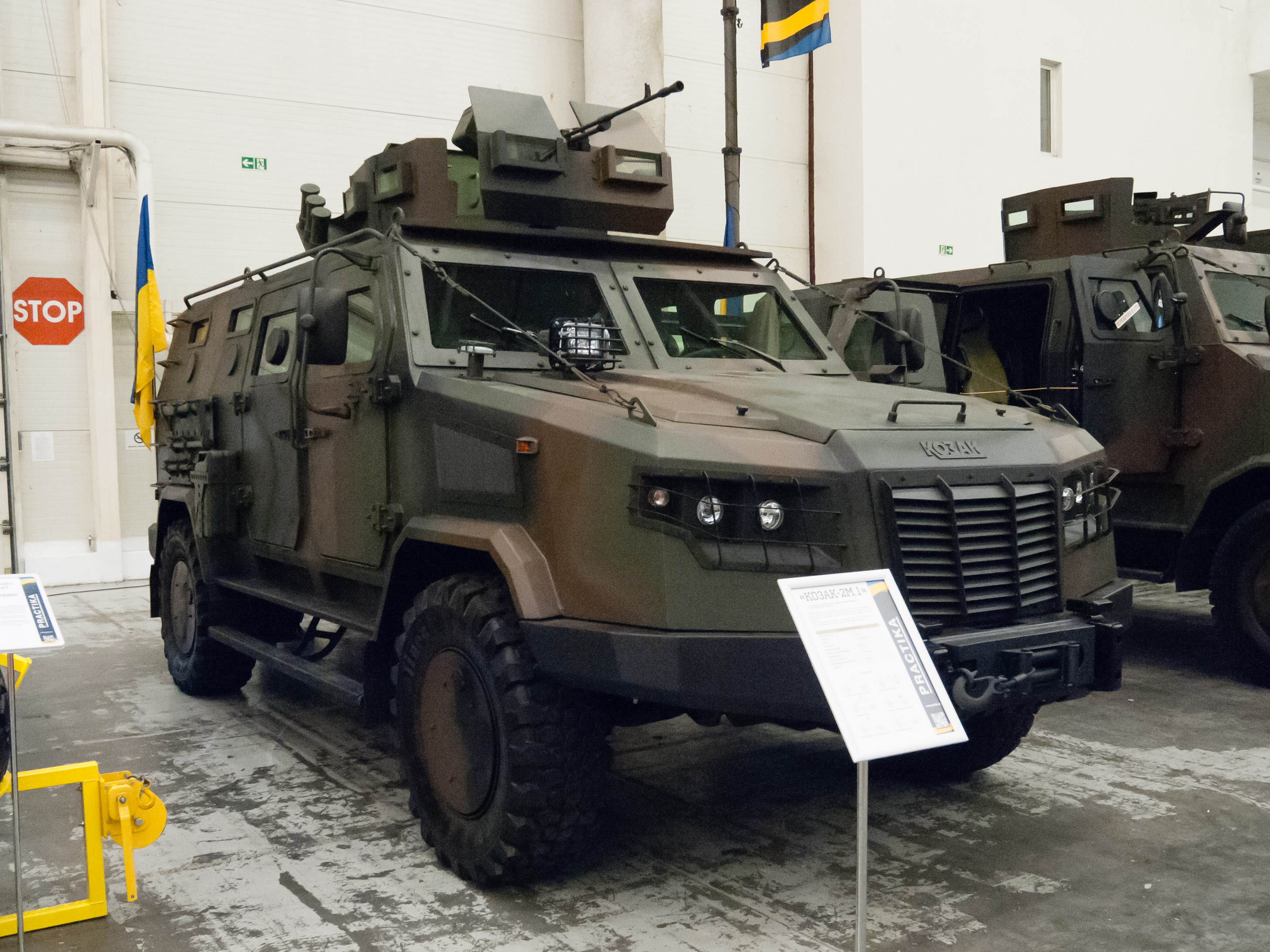
ББМ «Козак 2М.1»
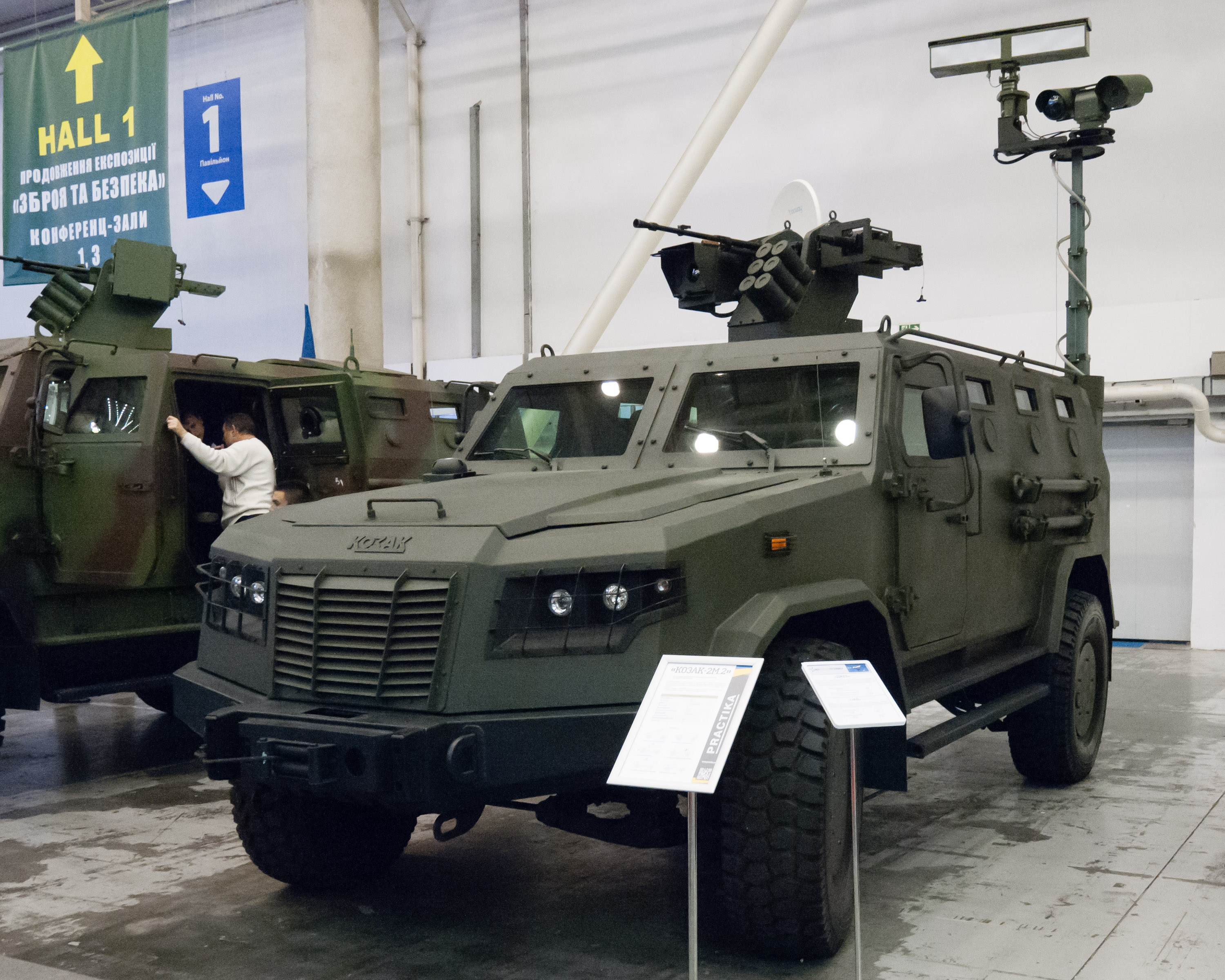
ББМ «Козак 2М.2»

## Боевое применение
Использовалось Национальной гвардией и ВСУ в ходе Антитеррористической операции
Используется ВСУ в ходе вторжения России на Украину.

## Страны-эксплуатанты
- Украина: 50 единиц  «Kozak-2»/ «Kozak-2М» по состоянию на февраль 2023 года[24]
  - Государственная пограничная служба Украины: 28 мая 2015[25] пограничной службе передали бронемашину «Казак-2»[26], 11 февраля 2016 года были поставлены ещё шесть бронемашин[4]

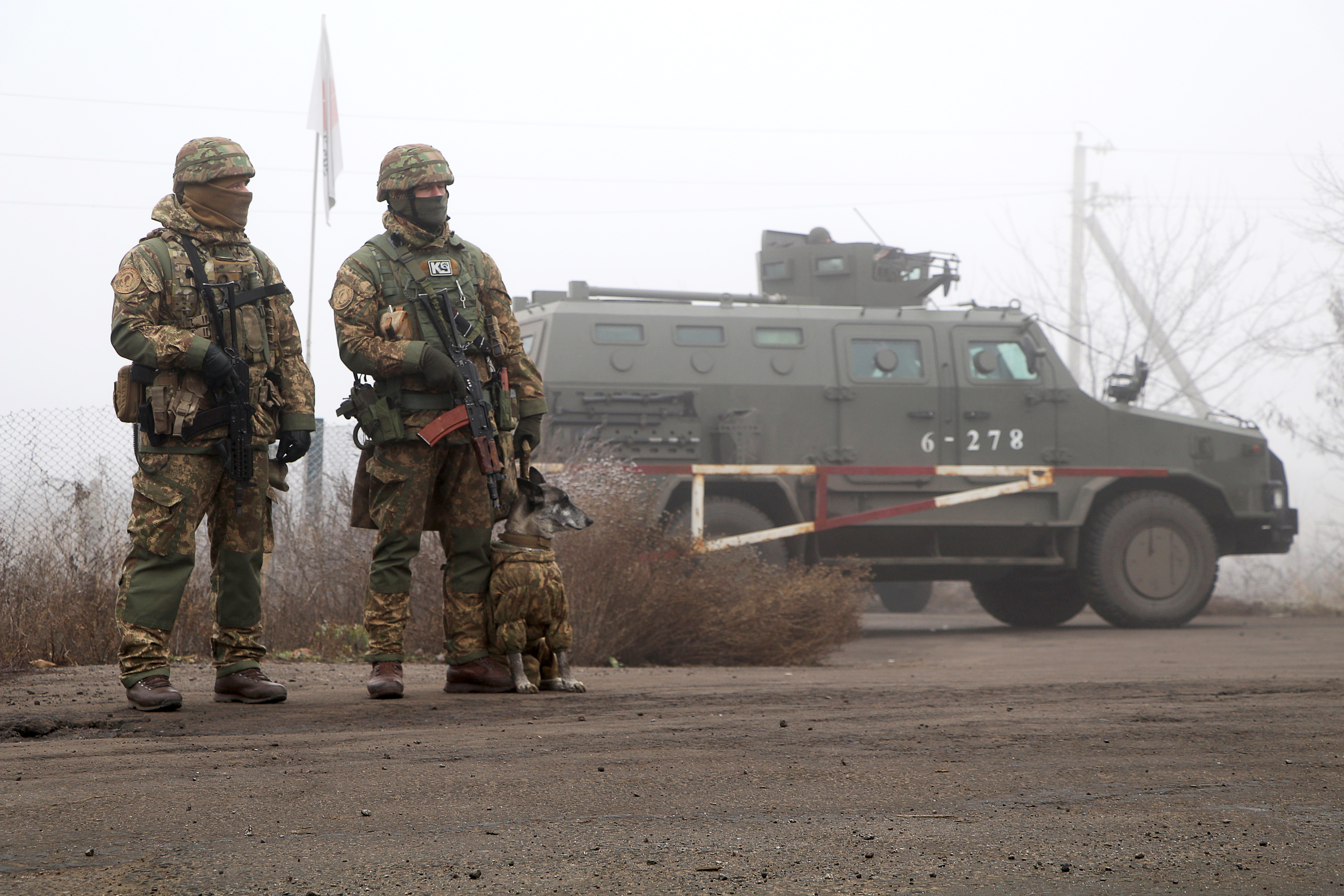
«Козак-2» Национальной гвардии Украины

- Служба Безопасности Украины: информация отсутствует 
  - Национальная гвардия Украины: 14 марта 2015 НГУ была получена одна ранее заказанная бронемашина «Kozak-2»[27] и было объявлено о намерении закупить для НГУ[28] десять[29] или 15[30] бронемашин «Kozak-2». В июне 2015 года был заключён контракт на поставку 22 бронемашин «Kozak-2»[31]. 6 июля 2015 получены 10 из заказанных машин[3]

- Вооружённые силы Украины — 14 марта 2015 года секретарь СНБО Украины А. В. Турчинов заявил, что «Kozak-2» будут использоваться вооружёнными силами Украины; в ноябре 2016 года они были допущены к эксплуатации и в 2017 году были выделены средства на закупку 10 бронемашин для сухопутных войск.  В апреле 2024 года получено 15 «Козак 2М.1»